# Роскошный стиль

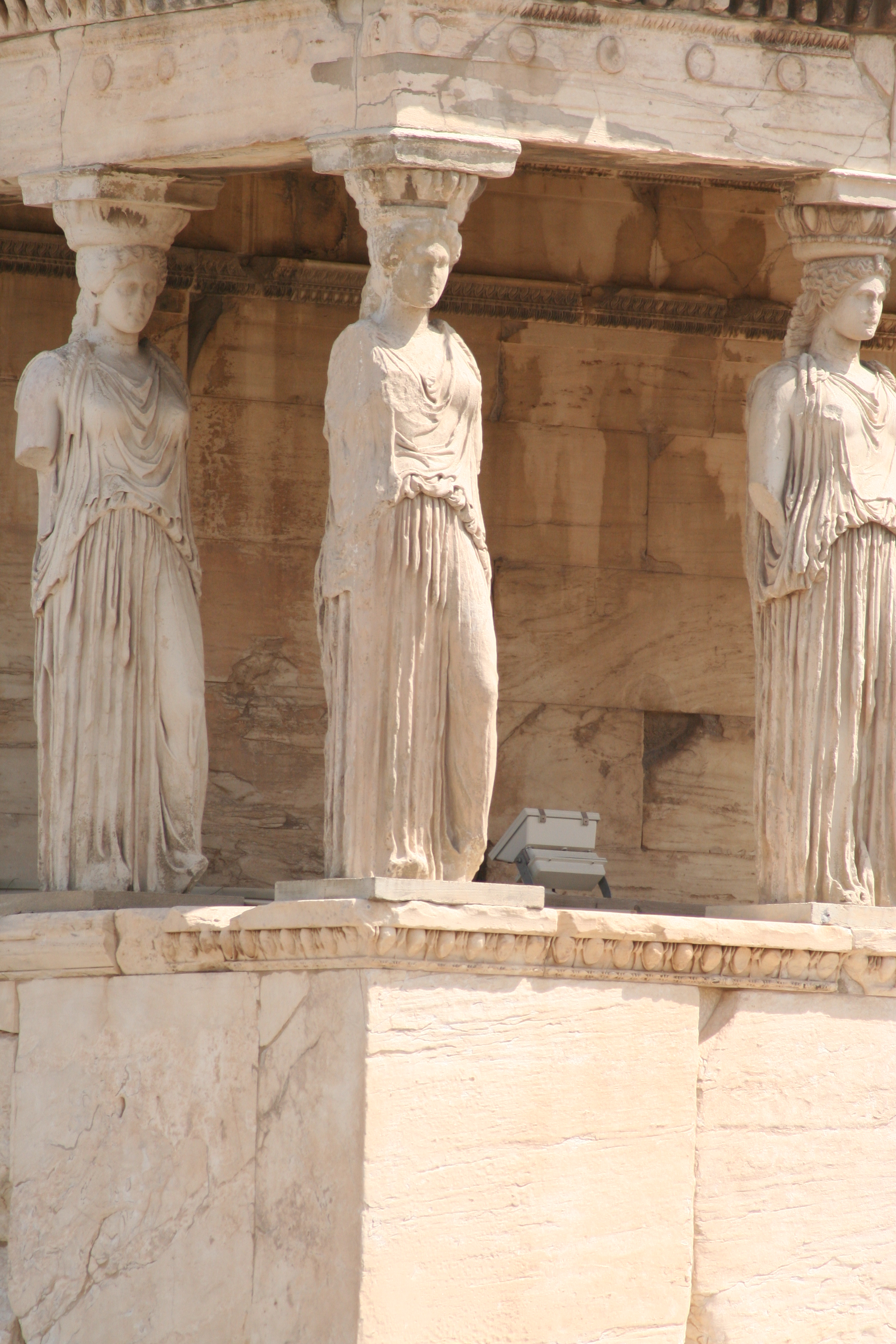
Кариатиды Эрехтейона в Афинах

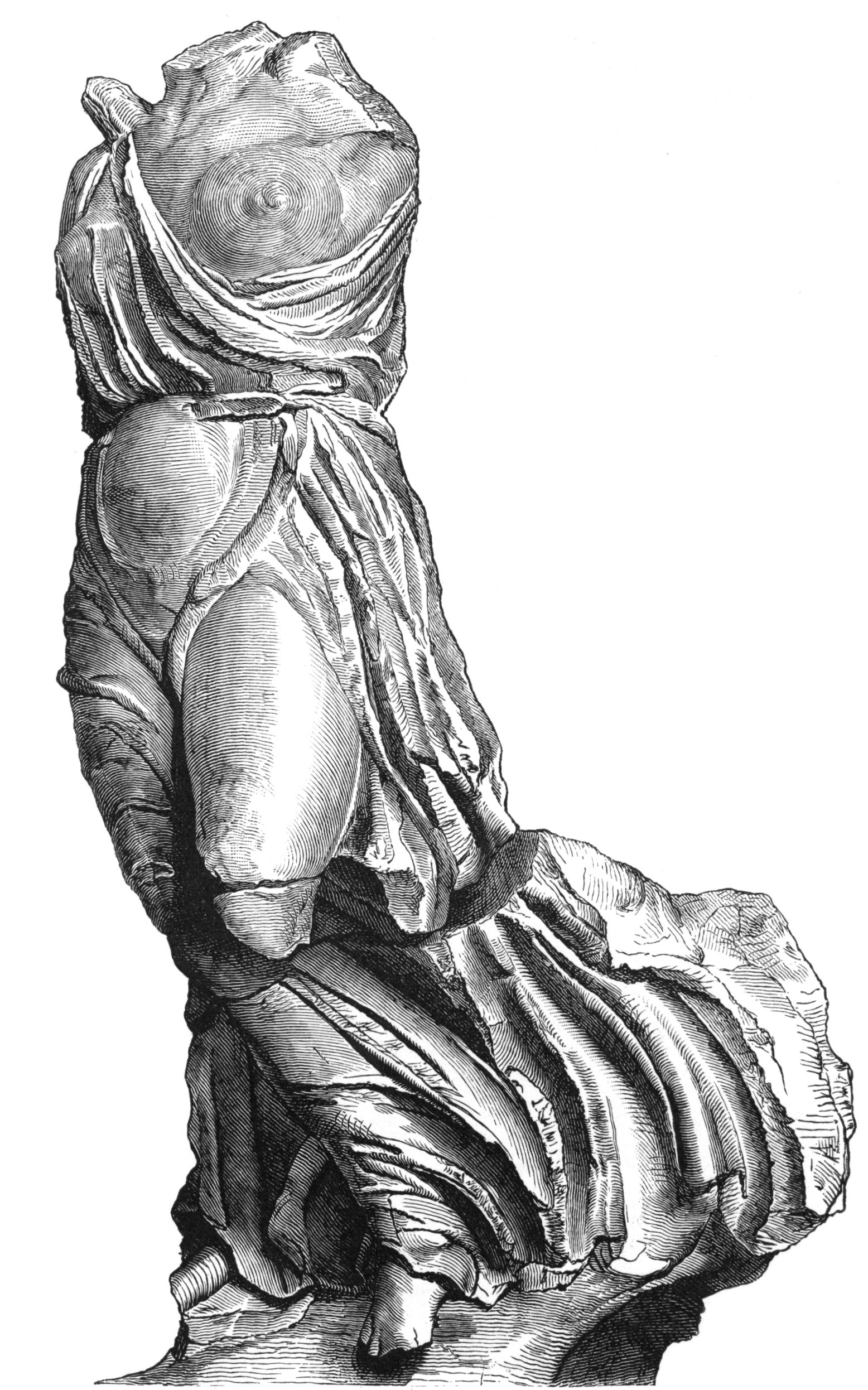
Ника Пеония

Роскошный стиль — стиль в искусстве Древней Греции, появившийся в 430—410 годах до н. э. и просуществовавший до 370 года до н. э.
По своей сути роскошный стиль представляет собой маньеристское направление периода поздней классики. Для роскошного стиля характерна излишняя декоративность, выражающаяся в изобилии складок при изображении одеяний. К роскошному стилю относят фриз в Храме Ники Аптерос на афинском Акрополе и кариатиды (или коры) на Эрехтейоне. В роскошном стиле по мнению историков античного искусства выполнена и Ника Пеония, украшавшая когда-то вход в Храм Зевса в Олимпии. Роскошный стиль нашёл своё отражение не только в скульптуре. О его красочности можно судить по орнаментальной вазописи этого периода и «роскошным» арибаллическим лекифам — фигурным сосудам в собрании Санкт-Петербургского Эрмитажа. В вазописи в это время были предприняты первые попытки создания объёмных изображений с использованием иллюзии глубокого пространства.